# 黒田直之
黒田 直之（くろだ なおゆき）は、戦国時代から江戸時代前期にかけての武将。黒田氏の家臣で、黒田二十四騎、黒田八虎の一人。

## 生涯
永禄7年（1564年）3月18日、黒田職隆の四男として播磨国姫路で生まれる。異母兄に黒田孝高（如水）などがいる。
天正5年（1577年）より豊臣秀吉に仕え、次いで兄・利則同様に豊臣秀長付きとなる。天正14年（1586年）の九州平定時の兄・孝高の出兵に伴い黒田家に戻る。孝高の豊前国入国後、4,558石を与えられた。朝鮮出兵では侍大将として渡海して朝鮮軍と戦い、武功を挙げた。
慶長5年（1600年）の関ヶ原の戦いでは孝高に従って参戦。合戦後の富来城攻めでは反撃に遭って退却するが、筑後久留米城攻めでは城受け取り役を務めた。甥の黒田長政が筑前福岡藩主になると、1万2,000石を与えられて秋月城代となった。
慶長14年（1609年）2月3日、養生先の大阪で死去した。享年46。法名は高厳院殿永峯道永大居士。福岡明光寺に葬る。
なお、孝高と同じく熱烈なキリシタンであり、ミゲルという洗礼名を持つ。また、関ヶ原の戦い後に浪人となった同じキリシタン武将である明石全登を匿ったり、福島正則に働きかけて広島城下の教会堂再建の許可を受け、それを自費で再建したりもしている。死去前日には聖体拝領も受けている。